# 中田駅 (青森県)
中田駅（なかたえき）は、青森県つがる市森田町中田米本（よねもと）にある、東日本旅客鉄道（JR東日本）五能線の駅である。

## 歴史
- 1956年（昭和31年）11月30日：開業[2][3]。旅客のみを取り扱う駅員無配置駅[4]。
- 1987年（昭和62年）4月1日：国鉄の分割民営化により、東日本旅客鉄道の駅となる[3]。
- 1989年（平成元年）4月8日：15時25分ごろに待合室から出火し、鉄骨トタンぶき平屋建ての駅舎（約23平方メートル）が全焼する火災が発生した[5]。
- 2024年（令和6年）10月1日：えきねっとQチケのサービスを開始[1][6]。

## 駅構造
単式ホーム1面1線を有する地上駅である。弘前統括センター（五所川原駅）管理の無人駅である。
駅舎はなく、ホーム上に待合所があるのみである。晴れた日にはホームから岩木山や八甲田山が見える。立地条件から吹雪の影響を受けやすいが、鉄道林はない。

## 駅周辺
あたりは田園地帯。つがる市と北津軽郡鶴田町との境が近い。
- 国道101号
- 青森県道245号稲盛千代町山田線（旧国道101号）

## 隣の駅
東日本旅客鉄道（JR東日本）
■五能線
□快速（上りのみ）・■普通
陸奥森田駅 - 中田駅 - 木造駅